# Evasio Lampiano
Evasio Lampiano (Torino, 21 maggio 1888 – Gex, 14 giugno 1923) è stato un pilota automobilistico italiano.

## Biografia
Cresciuto nella Torino dei primi fermenti automobilistici, si appassionò giovanissimo alla nascente disciplina del motorismo, divenendone in breve tempo un esperto. Già a partire dal 1907, a soli 19 anni, partecipò a varie competizioni di rilievo, come la Targa Florio, quale copilota-meccanico di importanti gentleman driver, tra i quali Matteo Ceirano. 
Nel 1911 venne assunto dalla FIAT, svolgendo il compito di collaudatore delle vetture e partecipando attivamente alla loro evoluzione tecnica. Passato al reparto corse, nel 1914, partecipò al Gran Premio di Francia a Lione, come copilota del britannico John Scales, ma la sua attività sportiva fu subito interrotta dallo scoppio della Grande guerra che pose fine per un lustro alle competizioni in Europa. 

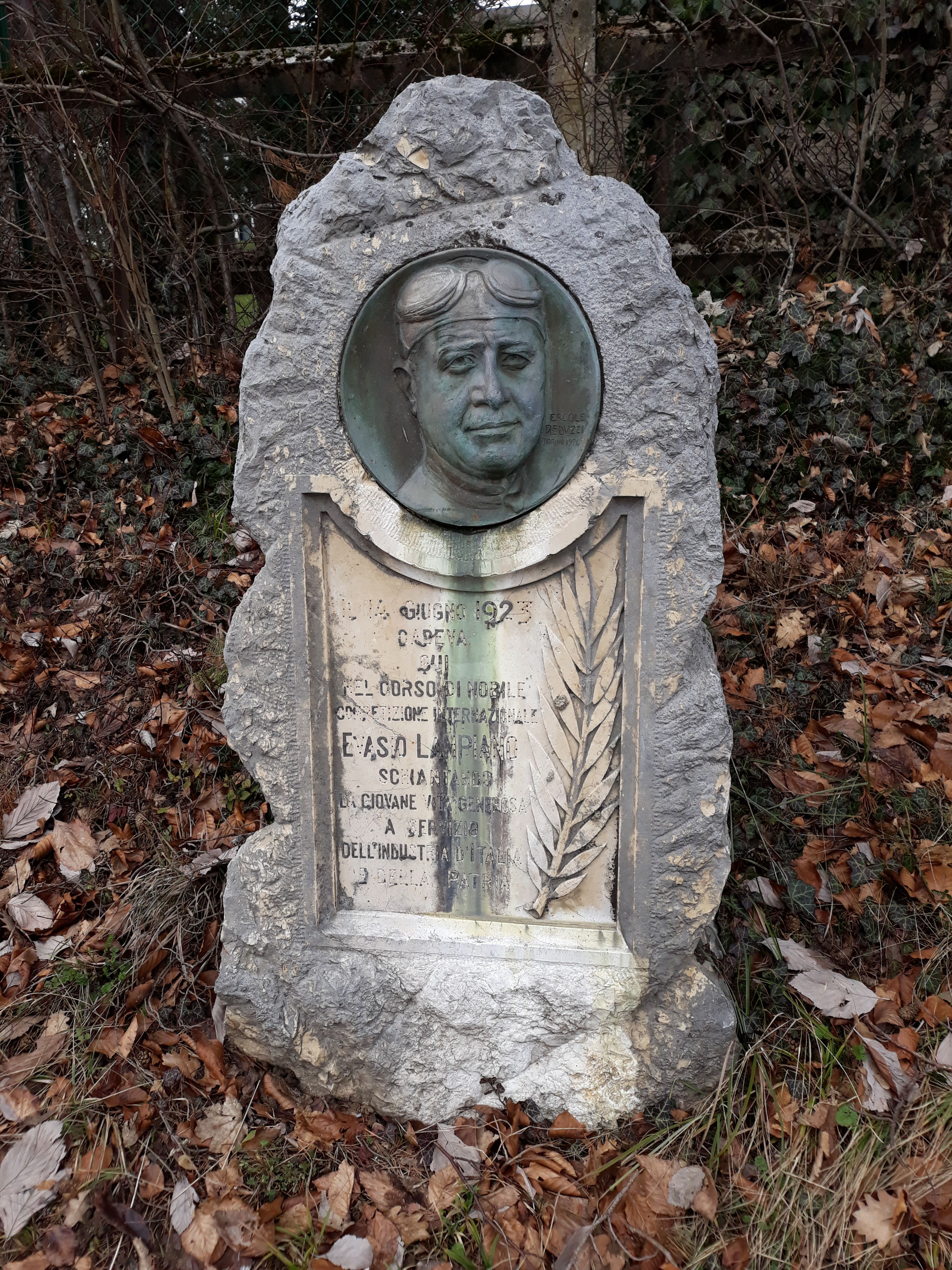
Cenotafio da Evasio LAMPIANO. Gex (Ain, France) "Il 14 Giugno 1923 cadeva qui nel corso di nobile competizione internazionale Evasio Lampiano schiantando la giovane vita generosa a servizio dell'industria d'Italia e della Patria." fatto da Ercole Reduzzi (1924)

Al termine del periodo bellico riprende ad occuparsi dell'attività sportiva della Casa torinese e, oltre al collaudo e alla messa a punto delle vetture da GP, partecipò a diverse gare, sia come copilota, sia come pilota. In quest'ultimo ruolo gareggiò nel raid Torino-Copenaghen e in gare da record di velocità,  specializzandosi particolarmente nelle gare in salita per la categoria fino a 1500 cc, divenendo una delle teste di serie più temibili in campo europeo. Molti i piazzamenti da podio e le vittorie, tra le quali la "Parma-Poggio di Berceto" e la "Côte de la Faucille".
In qualità di copilota fu al fianco di Pietro Bordino, Louis Wagner e, soprattutto di Felice Nazzaro, con il quale formava una coppia molto affiatata. Fu durante il Gran Premio di Francia del 1922, a Strasburgo, che un carro carico di fieno e trainato da buoi sfuggi ai controlli e cercò di attraversare il circuito proprio mentre sopraggiungeva la loro Fiat 804. Nazzaro rimase illeso, mentre Lampiano si fratturò gravemente un braccio, dovendo rinunciare al seguito della stagione sportiva.
Ristabilitosi, dopo molti mesi di gesso, nel giugno 1923 Lampiano si preparava a bissare il successo in classe 1500 cc dell'anno precedente sul circuito di "La Faucille", con la sua Fiat 502 SS, quando la moglie di Nazzaro perse la vita in un incidente stradale. La dirigenza FIAT decise, quindi, di affidare a Lampiano la "804" di Nazzaro, ritiratosi per il lutto.
Nella prima mattina di giovedì 14 giugno 1923, durante la sessione di prove libere, la "804" guidata da Lampiano uscì di strada finendo in una scarpata. 46.339286°N 6.057832°E Il copilota rimase ferito, mentre per Lampiano i medici dell'ospedale di Gex non poterono che constatare la morte. 
Nel pomeriggio di sabato 23 giugno si tennero i funerali, alla presenza delle autorità cittadine, del senatore Giovanni Agnelli, del figlio Edoardo, di Vittorio Valletta e della dirigenza e maestranze FIAT. Il corteo funebre venne seguito, come raccontano le cronache dell'epoca, da una folla immensa.